# Montes de Bugulmá y Belebéi
Los montes de Bugulmá y Belebéi (del ruso: Бугульми́нско-Белебе́евская возвы́шенность) son una pequeña elevación del terreno de la Rusia europea oriental, comprendida en el territorio de la república de Tartaristán, de la república de Baskortostán, del óblast de Oremburgo y del óblast de Samara, delimitada por los cursos de los ríos Bélaya, Kama y Volga. Toma su nombre de dos ciudades, Bugulmá, en Tartaristán, y Belebéi, en el Bashkortostán. Tienen alturas medias entre los 200 m y los 400 m, y en muchos puntos están incisos por los valles de los ríos que los drenan.
A pesar de las cotas relativamente modestas, estos montes son un importante nexo hidrográfico de la región, debido a lo llano de las llanuras rusas. En estos montes naces numerosos ríos, tributarios directos e indirectos del Volga. Los mayores ríos que drenan estos montes son:
- Siun y Chermasán, afluentes por la izquierda del Bélaya;
- Ik, Zai y Sheshma, afluentes por la izquierda del Kama;
- Bolshói Cheremshán, Sok (y su afluente Kondurcha), afluentes por la izquierda del Volga;
- Bolshói Kinel, afluente por la derecha del Samara.

Desde el punto de vista litológico están formados principalmente (del mismo modo que el resto de la Llanura europea oriental por rocas sedimentarias (arenisca, caliza, argilita). En la zona existen anundantes yacimientos petrolíferos, que han llevado un cierto desarrollo económico y demográfico a la región en el siglo XX.
El clima es continental, árido, en consecuencia, la vegetación más frecuente es la esteparia, con algunos bosques en las zonas menos secas.